# Aecio (Sacchini)
Aecio (Ezio) es el título de una ópera seria en tres actos que el italiano Pietro Metastasio (1698 – 1782) escribió para el Teatro San Juan Crisóstomo de Venecia. El libreto es el quinto de los 27 que escribió Metastasio, situándose entre Catone in Utica (1728) y Semiramide riconosciuta (1729).
En 1728 el Teatro San Juan Crisóstomo de Venecia encargó al compositor italiano Nicola Porpora (Nápoles, 1686 – Nápoles, 1768) musicar el libreto de Metastasio cuyo estreno tuvo lugar el día 20 de noviembre.

## Composición
Las fuentes a las que acudió Metastasio para escribir el libreto de Aecio fueron: los trabajos del historiador bizantino Procopio de Cesarea y la crónica Epitoma Chronicon  del historiador Próspero de Aquitania.

## Estreno
En 1771 el compositor italiano Antonio Sacchini (Florencia, 1730 – París, 1786) compuso sobre el libreto de Metastasio, revisado por Saverio Mattei, una ópera homónima dividida en tres actos y cantada en italiano, cuyo estreno con motivo de la onomástica del rey  Carlos VII tuvo lugar en el Teatro San Carlos de Nápoles, el 4 de noviembre.

## Personajes
| Personaje                                | Tesitura         | Reparto el 4 de noviembre de 1771 Director: Nicola Fabio |
| ---------------------------------------- | ---------------- | -------------------------------------------------------- |
| Aecio, general bizantino.                | soprano castrato | Gaspare Pacchierotti                                     |
| Valentiniano III, emperador de Bizancio. | contralto        | Teresa Mignoni                                           |
| Máximo, noble bizantino.                 | tenor            | Arcangelo Cortoni                                        |
| Fulvia, hija de Máximo.                  | soprano          | Maria Anna Lucia De Amicis-Buonsollazzi                  |
| Onoria, hermana de Valentiniano.         | soprano          | ¿?                                                       |
| Varo, comandante de la guardia imperial. | soprano          | ¿Gaetano Tarnassi?                                       |

Escenografía: Giuseppe Baldi y Antonio Ioli 

## Argumento

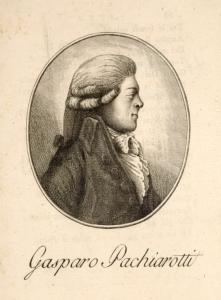
El castrato Gaspare Pacchierotti (1785)

Aecio, capitán del ejército imperial de Valentiniano III, cuando volvió de la célebre victoria de los "Campos Cataláunicos", en la cual Atila, rey de los hunos, había sido puesto en fuga, fue acusado injustamente de infidelidad al emperador, y por ese motivo condenado a morir. 
Máximo, patricio romano ofendido en su día por Valentiniano, pues el emperador había atentado contra la honestidad de su cónyuge, recabó la ayuda de Aecio para matar al odiado emperador; pero al no conseguirlo, hizo que lo creyeran culpable, solicitando para él la muerte y así levantar al pueblo que lo amaba contra Valentiniano, como así ocurrió. Todo esto es histórico: el resto es sólo posible.

## Influencia
Metastasio tuvo gran influencia sobre los compositores de ópera desde principios del siglo XVIII a comienzos del siglo XIX. Los teatros de más renombre representaron en este período obras del ilustre italiano, y los compositores musicalizaron los libretos que el público esperaba ansioso. Aecio fue utilizada por más de 50 compositores para componer otras tantas óperas y, entre todas ellas, la única que ha sobrevivido al paso del tiempo ha sido la que compuso Georg Friedrich Händel.